# Сухий Яр (Ізюмський район)
Сухи́й Яр — село в Україні, в Куньєвській сільській громаді Ізюмського району Харківської області. Населення становить 152 осіб.

## Історія
У ході російсько-української війни село було окуповане в кінці лютого 2022 року. Звільнене українськими військами 10 вересня під час Балаклійсько-Куп'янської наступальної операції.

## Географія
Село Сухий Яр знаходиться на відстані 3,5 км від села Бугаївка та за 1,5 км від села Новоселівка (Балаклійський район). У селі бере початок Балка Суха Віднога.

## Економіка
- Молочно-товарна ферма.

## Об'єкти соціальної сфери
- Школа.

## Населення
Згідно з переписом УРСР 1989 року чисельність наявного населення села становила 121 особа, з яких 61 чоловік та 60 жінок.
За переписом населення України 2001 року в селі мешкали 153 особи.

### Мова
Розподіл населення за рідною мовою за даними перепису 2001 року:
| Мова       | Кількість | Відсоток |
| ---------- | --------- | -------- |
| українська | 140       | 91.5%    |
| російська  | 13        | 8.5%     |
| Усього     | 153       | 100%     |